# الکناگیک (آلاسکا)
الکناگیک (به انگلیسی: Aleknagik) شهری در ناحیه سرشماری دیلینگهام ایالت آلاسکا است که جمعیت آن در سرشماری سال ۲۰۰۰ میلادی ۲۲۱ نفر بوده‌است.